# Región de Moesa
La Región de Moesa es una unidad administrativa del cantón de los Grisones, Suiza. Sustituyó el 1 de enero de 2017 al anterior distrito de Moesa, con el que coincide. Los tres círculos en los que se subdividía fueron disueltos. 
Comprende las siguientes comunas:
- Buseno
- Castaneda
- Rossa
- Santa Maria in Calanca
- Lostallo
- Mesocco
- Soazza
- Cama
- Grono
- Roveredo
- San Vittore
- Calanca